# 돤이훙

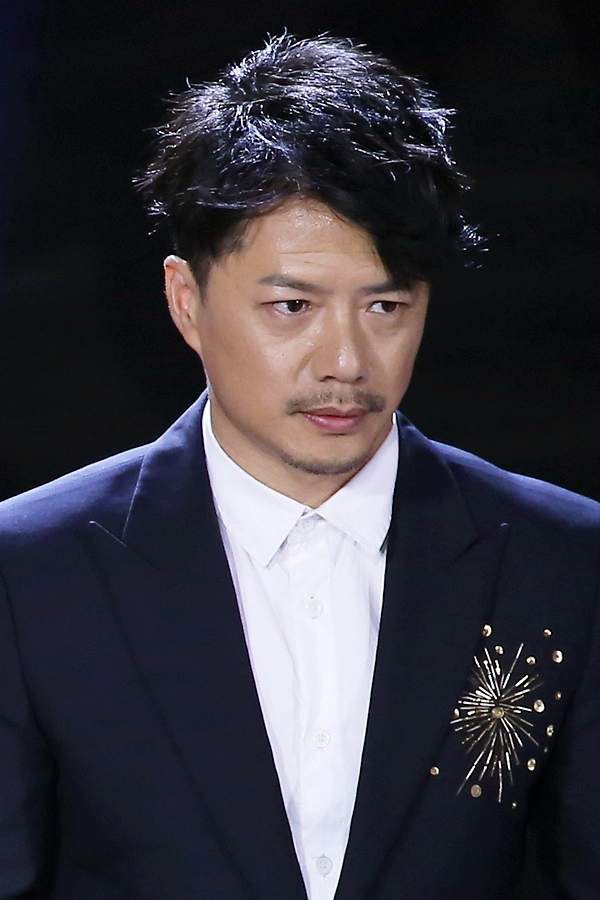

돤이훙(Duan Yihong, 1973년 5월 16일 ~ )은 중국의 배우이다. 본명은 돤룽(段龙)이다. 신장 위구르 자치구 이닝시에서 태어났다.

## 방송
- 대진제국4 : 대진부
- 초한지
- 골천문구
- 기억의 증명

## 영화
- 더 루밍 스톰 (2017년)
- 익스플로전 (2017년)
- 배틀 오브 메모리즈 (2017년)
- 마약전쟁 (2017년)
- 애정진화론 (2014년)
- 열일작심 (2014년)
- 초한지 (2012년) - 한신 역
- 골천문구 (2012년)
- 아이 두 (2012년)
- 백록원 (2012년)
- 전성열련 (2010년)
- 서풍렬 (2010년) - 레오파드 역
- 애유내생 (2009년)
- 도화운 (2008년)
- 드리프터즈 (2003년)